# Erotika Biblion
Erotika Biblion est un essai publié en français de façon anonyme en 1783. Il a été attribué dès 1801 à Mirabeau, qui l'écrivit durant son emprisonnement à Vincennes, et le fit imprimer de façon clandestine à Neuchâtel. 

## Résumé et contenu de l'ouvrage
Cet essai se présente comme une exploration des mœurs antiques, aussi bien à l'époque biblique que dans la Grèce antique et la Rome impériale — avec quelques digressions sur l'époque contemporaine à l'auteur. Ouvrage érudit, comportant autant de notes que de texte, il catalogue de façon alphabétique et encyclopédique une galerie de pratiques sexuelles, en leur donnant des noms construit à partir d'étymologies tour à tour hébraïque, gréco-latine, italienne, à la fois savantes, singulières et fantaisistes,. 
Le titre pourrait être traduit par « De l'érotisme dans les livres ». Remarquons que l'usage du mot érotique comme substantif en français, au sens de « relatif à l'amour sensuel et charnel », n'apparaît que vers 1790-1794, sous la plume des traducteurs de Guillaume du Choul et de Chamfort. 
La table des matières déroule sur près de 200 pages les entrées des onze chapitres suivantes :
1. L'Anagogie
2. L'Anélytroïde.
3. L'Ischa.
4. La Tropoïde.
5. Le Thalaba — forme de masturbation se pratiquant avec les mains et les pieds[1].
6. L'Anandryne.
7. L'Akropodie.
8. [Le] Kadhesch.
9. [Le] Béhémah.
10. L'Anoscopie.
11. La Linguanmanie.

## Contexte éditorial
Âgé de 26 ans, Mirabeau vit une intense passion avec Sophie de Monnier, une femme mariée à un marquis qui use de son pouvoir et de ses droits — le jeune-homme est encore dans sa minorité — pour le faire enfermer par lettre de cachet au fort de Vincennes de 1777 au 12 décembre 1780. C'est durant cet intervalle que l'on situe la rédaction de cet essai. Ajoutons qu'il y croise Sade, qui y est également enfermé : les chercheurs ont bien entendu glosé sur ce fait.
Dans une lettre adressée à Sophie de Monnier, le 21 septembre 1780, Mirabeau écrit :

« Je comptais t’envoyer aujourd’hui, ma minette bonne, un nouveau manuscrit, très-singulier, qu’a fait ton infatigable ami ; mais la copie que je destine au libraire de M. B… n’est pas finie… Il t’amusera : ce sont des sujets bien plaisans, traités avec un sérieux non moins grotesque, mais très-décent. Crois-tu que l’on pourrait faire, dans la Bible et l’antiquité, des recherches sur l’Onanisme, la Tribaderie, etc., etc. ; enfin sur les matières les plus scabreuses qu’aient traitées les casuistes, et rendre tout cela lisible, même au collet le plus monté, et parsemé d’idées assez philosophiques ? »

Son œuvre s'inscrit dans le courant du roman libertin. Il en conçut une autre à peu près à la même époque :  Ma conversion ou Le libertin de qualité.
La page de titre de l'édition datée 1783 comporte des mentions qui méritent que l'on s'y arrête. D'abord le titre : il est typographié Errotika Biblion, et le premier mot sera rectifié dans l'édition de 1801. Ce titre est suivi de deux mentions épigraphiques, la première en grec ancien, Έν χαιρῶ έχάτῆρον., et la seconde, sa traduction en latin, Abstrusum excudit [c'est imprimé], puis par les mentions « à Rome de l'Imprimerie du Vatican », suivies par la date en chiffre romain. En réalité, l'ouvrage est produit sous les presses de Louis Fauche-Borel, Faure et Vitel, à Neuchâtel. Le premier fut un sympathisant très tôt des Lumières et d'une nécessaire révolution en France,.

## Approche critique
Comme le souligne Robert Darnton, ce livre prohibé constitue donc un exemple significatif d'une forme de subversion souterraine de la pensée et de l'action politique à la veille d'un événement majeur dans l'histoire occidentale, la Révolution.
Par ailleurs, pour Mirabeau, la motivation politique ou communautaire reste toujours inséparable d'un projet anthropologique fondé sur le sensualisme.
Ici pour composer son essai éclectique et hétéroclite, Mirabeau pille et détourne allégrement les œuvres de nombreux auteurs, avec une prédilection particulière pour l'Encyclopédie et pour les travaux de Buffon, dans une manière facétieuse qui n'est pas sans évoquer les contours empruntés par l'Alcofribas Nasier de Rabelais, assumant la dimension pseudo-scientifique de l'ensemble pour en faire un outil politique.
En 1888, deux éditeurs londoniens, Leonard Smithers et Harry Sidney Nichols (en) fondent la Erotika Biblion Society (en) et se lancent dans l'édition d'ouvrages érotiques de manière clandestine.

## Principales éditions en français
- Errotika Biblion, Rome, Imprimerie du Vatican, MDCCLXXXIII — sur Gallica ; ouvrage poursuivie par la Cour royale de Paris (Chambre des mises en accusation), le 16 septembre 1786 qui ordonna sa destruction[8].
- Erotika Biblion, par Mirabeau. Nouvelle édition, revue et corrigée sur un exemplaire corrigé par l'auteur, Paris, De l'imprimerie de Vatar-Jouannet, An XI [1801] ; ouvrage interdit à partir de 1804[8].
- [Chevalier de] Pierrugues (éd.), édition des frères Girodet, Paris, 1823 ; 1833 ; ouvrage rarissime qui aurait été détruit lors d'un incendie[8].
- édition de Bruxelles, [par Poulet-Malassis], 1867  — sur Wikisource ; livre condamné par le tribunal de Lille du 6 mai 1868[8].
- édition de Bruxelles, Gay et Doucé, éditeurs, 1881.
- édition d'Auguste Brancart, 1891.
- Guillaume Apollinaire (éd.), Introduction, essai bibliographique et notes à L'œuvre libertine du Comte de Mirabeau, incluant l'Erotika-Biblion dite édition du Chevalier de Pierrugues (1833), Paris, Bibliothèque des curieux, 1910.
- édition critique de Jean-Pierre Dubost[9], Paris, Honoré Champion, 2009.
- Erotika Biblion et Lettre à M... sur Cagliostro et Lavater, précédé de Un cabinet de curiosités littéraires par Emmanuel Dufour-Kowalski[10], Genève, Nouvelle Bibliothèque initiatique Slatkine, série 2, no 12, 2022.